# Robert Protin
Robert Protin (Luik, 10 november 1872 - aldaar, 4 november 1953) was een Belgisch wielrenner. 

## Carrière
Hij was beroepsrenner van 1895 tot 1901. In zijn eerste jaar als prof werd hij de eerste Wereldkampioen sprint bij de professionals. Hij was viermaal op rij Belgisch kampioen sprint. Zijn topjaar was 1897; van de honderd wedstrijden die hij toen reed won hij er zevenentachtig.
Na zijn wielercarrière werd Protin uitgever. In 1892 was hij een van de oprichters van de Royal Football Club de Liège.